# 존슨 독트린
존슨 독트린()이란 케네디 독트린이랑 비슷한 이론이다. 남미 지역의 공산주의 세력을 제거하겠다는 생각이 비슷하다. 다만 제3세계에 대한 공산주의 세력 제거가 추가되었을 뿐이다. 이 독트린에는 베트남 전쟁에 대한 미국의 생각이 있고 미국의 도미니카 공화국 침공의 원인이 되었다.

## 독트린의 내용

미국 아래에 위치한 중미 및 남미 국가들의 지도

## 존슨 독트린의 유산

라틴 아메리카에서 정권 교체에 대한 미국의 개입

존슨 독트린의 시행 이후 미국은 국제 문제에 지속적으로 개입해 왔다. 라틴 아메리카에서 미국은 공산주의 세력의 위협으로 인식되는 세력의 집권을 막기 위해 개입했고, 1970년대 콘도르 작전, 니카라과 내 콘트라 반군 지원, 1983년 그레나다 침공 등으로 실질적인 행동을 보였다.
러시아-우크라이나 전쟁 이후 미국은 우크라이나에 대한 지원을 아끼지 않았고, 미국은 서구 이외의 국가들에 대한 침공, 정권 교체에 관여하기도 했다. 또한 미국은 미국의 이익을 지원하기 위해 대외 원조를 제공하는 것 외에도 세계 각국에 군사적 주둔을 유지하고 있다.

## 같이 보가
- 먼로주의
- 브레즈네프 독트린
- 간섭주의
- 적색공포